# Gehet hin und vermehret Euch
Gehet hin und vermehret Euch ist ein Lied des österreichisch-schweizerischen Musikers Udo Jürgens, das im Februar 1988 erschien.

## Entstehung und Veröffentlichung
Geschrieben und produziert wurde das Lied vom Interpreten selbst. Während Jürgens beim Schreibprozess von Friedhelm Lehmann unterstützt wurde, erhielt er bei der Produktion Unterstützung durch Peter Wagner. Den Prolog sprach Tagesthemen-Sprecher Hanns Joachim Friedrichs ein.
Die Erstveröffentlichung von Gehet hin und vermehret Euch erfolgte am 29. Februar 1988 bei Ariola, als Teil von Jürgens’ Studioalbum Das blaue Album (Katalognummer: 258 926).

## Inhalt
Das Lied setzt sich angesichts der Überbevölkerung kritisch mit der Haltung der katholischen Kirche zur Verhütung auseinander. Jürgens schuf damit eine Verbindung zwischen Papst Johannes Paul II., der in der dritten Welt die Nutzung von Kondomen verbot und einem Bibelzitat.

## Rezeption
Das Radioprogramm des Bayerischen Rundfunks und andere Rundfunkanstalten nahmen das Lied aufgrund seiner drastischen Kritik zur Haltung der katholischen Kirche über die Geburtenkontrolle auf den Index. Der Bayerische Rundfunk begründete dies, indem er das Stück als eine unzulässige musikalische Verbindung zwischen der Verhütungspolitik des Vatikans und der Überbevölkerung auf der Erde beschrieb. Dies hatte zur Folge, dass zahlreiche Fans von Jürgens auf die Straße gingen und gegen dieses Verbot demonstrierten. Der Sänger selbst verglich diese Entscheidung mit Nazi-Methoden. Aufgrund des Boykotts entschied sich Jürgens Plattenfirma Ariola schließlich gegen eine Singleauskopplung.
Somit löste dieser Titel, ähnlich wie Lieb Vaterland, dass ebenfalls von vielen Radiostationen nicht gespielt wurde, große gesellschaftliche Debatten aus.